# Miniopterus wilsoni
Miniopterus wilsoni — вид рукокрилих ссавців родини довгокрилових (Miniopteridae).

## Назва
Вид названо на честь американського біолога Едварда Вілсона, який підтримував та сприяв дослідженням біорізноманіття в Національному парку Горонгоса.

## Поширення
Вид населяє гори центрального та північного Мозамбіку та південного Малаві. Виявлений в 2020 році в національному парку Горонгоса.